# Lycaena editha
Lycaena editha is een vlinder uit de familie van de Lycaenidae. De wetenschappelijke naam van de soort is voor het eerst geldig gepubliceerd in 1878 door Theodore Mead.

## Ondersoorten
- Lycaena editha editha
  - = Lycaena editha vanduzeei Gunder, 1927
- Lycaena editha vurali Koçak, 1984
  - = Lycaena editha montana Field, 1936
- Lycaena editha obscuramaculata Austin, 1989
  - = Lycaena editha nevadenisis Austin, 1984 non Lycaena nevadensis Oberthür, 1910
- Lycaena editha pseudonexa Emmel & Pratt, 1998